# Abraham de Wicquefort

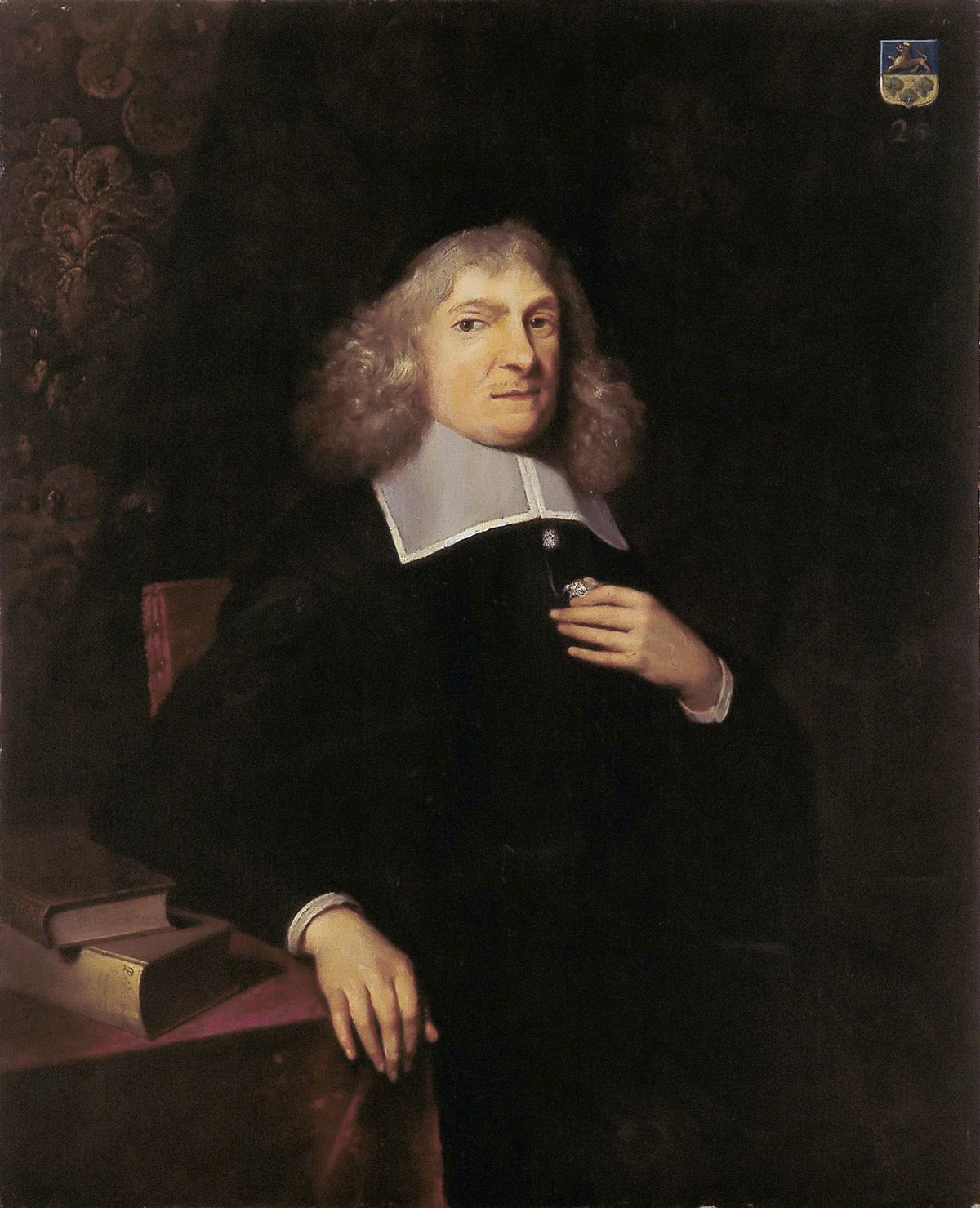
Abraham de Wicquefort auf einem Gemälde von Caspar Netscher.

Abraham de Wicquefort (niederländisch Abraham van Wickevoort; * 24. Dezember 1606 in Amsterdam; † 23. Februar 1682 in Celle) war ein niederländischer Diplomat in brandenburgischen und braunschweigischen Diensten. Er war Geheimer Rat des Kurfürsten Friedrich Wilhelm von Brandenburg.
Er ging etwa im Jahre 1625/26 nach Frankreich. Von Fabian von Dohna angeworben und von Kardinal Jules Mazarin am 12. September 1646 anerkannt, vertrat er zwischen 1645 und 1658 Brandenburg am französischen Hof. Im Jahre 1647 verhandelte der mit dem Staatssekretär Loménie de Brienne über eine Allianz mit Frankreich. Aufgrund eines verdächtigen Briefwechsels ließ ihn Mazarin in der Bastille inhaftieren. Er wurde nach einem Jahr aus der Haft entlassen, erhielt eine französische Rente und ließ sich als Vertreter des Herzogtums Braunschweig-Lüneburg in Den Haag nieder. 1675 wurde er von der niederländischen Regierung wegen verräterischer Beziehungen zu den Franzosen ins Gefängnis gesteckt. Er wurde zu lebenslanger Haft verurteilt und sein Eigentum beschlagnahmt. Ihm gelang jedoch die Flucht nach Celle, wo er starb.
Wicquefort übersetzte Reiseberichte von Adam Olearius und García de Silva Figueroas Bericht über eine Botschaft in Persien. Er ist auch der Autor von L'ambassadeur, ses fonctions (zwei Bände, 1682), welches noch im späten 19. Jahrhundert in völkerrechtlichen Fragen zitiert wurde, und L'histoire des Provinces-unies des Pays-Bas (1719), in dem der Westfälische Vertrag erörtert wird.